# 矢崎総業
矢崎総業株式会社（やざきそうぎょう、英文社名：Yazaki Corporation）は、登記上の本店を東京都港区に置き、実際のグループ本社機能は静岡県裾野市に置く、自動車部品（組電線、計器など）、ガス機器、電線、光ファイバー、空調機器、ソーラー機器、住設機器、などを研究・開発・製造・販売するメーカー。
ワイヤーハーネスでは世界首位であり、自動車用スピードメーターは日本でデンソーに次ぐ第2位。タコグラフ、タクシーメーター及び中・小型空調機器は日本首位。

## 沿革
- 1929年 - 創業社長・矢崎貞美個人経営にて自動車用電線を販売
- 1938年 - 「合資会社矢崎電線営業部」を設立
- 1939年 - ワイヤーハーネスを生産する尾久工場を開設
- 1943年 - ワイヤーハーネスを生産する鷲津工場を開設
- 1957年 - 沼津工場に日本初の回転式溶解炉（トーマス炉）を導入
- 1962年 - タイ王国に電線ケーブルを生産する合弁会社「泰矢崎電線株式会社」を設立
- 1966年 - アメリカ・シカゴ市に「アメリカ矢崎コーポレーション」を設立
- 1976年 - 太陽熱温水器「ゆワイター」販売開始
- 1980年 - 英国に「英国矢崎株式会社」を設立
- 1988年 - 中国初拠点として天津にワイヤーハーネスを生産する「天津汽車配件有限公司」を設立
- 1990年 - マサチューセッツ工科大学留学制度開始（～2005）
- 1991年 - 沖縄県伊江島に矢崎休暇村開設。
- 1992年 - 矢崎厚生年金基金制度（現：矢崎企業年金基金） 開始。
- 1993年 - 海外アドベンチャースクール初開催。
- 1994年 - 東欧初の拠点としてスロバキア・プリエヴィジャ市にワイヤーハーネス生産会社「矢崎デブナールスロバキア有限会社」（現・矢崎スロバキア有限会社）を設立
- 1995年 - 世界初の「アナログ虚像表示メーター」生産開始。
- 1996年 - 「農業事業」開始。静岡県御殿場市に「矢崎富士研修センター」開設。
- 2000年 - 矢崎バレンテ 東海社会人サッカーリーグ初優勝
- 2001年 - 矢崎総業とジーメンスオートモーティブAG社はE/EDSシステム合弁会社設立に調印
- 2001年 - システム機能を内蔵したタクシーメーター「アロフレンド24」を発売
- 2002年 - 矢崎総業とシーメンスとの合弁会社を設立
- 2002年 - アフリカ大陸の初拠点として「矢崎モロッコ有限会社」を設立。矢﨑裕彦が会長に専任、矢﨑信二が社長に就任。
- 2003年 - 業界初のビニル電線・ケーブルの全面鉛フリー化。
- 2004年 - 環境事業として「廃ガラスビンリサイクル事業」をスタート。
- 2006年 - 「Y-CITY」にヤザキケアセンター「紙ふうせん」設立。「食品リサイクル事業」開始。高知県高岡郡檮原町の「森林ボランティア協働の森づくり事業」に初参加。
- 2008年 - 高知県高岡郡檮原町に第三セクター「ゆすはらペレット株式会社」の木質ペレット工場開設。商用車等の運行状況を管理できる「矢崎テレマティクスサービス」開始。
- 2012年 - 矢崎電線株式会社と矢崎資源株式会社を統合し、「矢崎エナジーシステム株式会社」を設立。静岡県牧之原市に「ものづくりセンター」開設。
- 2014年 - 電気自動車・プラグインハイブリッド車用AC普通充電器「iesta」発売。世界初のW/Hで使われる銅資源の「Car to Carリサイクル技術」をトヨタ自動車、豊田通商と共同開発。
- 2016年 - 神奈川県海老名市に「東日本物流センター」開設。ASEAN 地域において「IoTテレマティクスサービス」を開始。セルビア・シャバツに「矢崎セルビア有限会社」設立。ASEAN地域において「IoTテレマティクスサービス」を開始。
- 2018年 - 一般財団法人矢崎きずな基金 設立。
- 2019年 - ミャンマー・ティラワ経済特区に「ミャンマー矢崎ティラワ有限責任株式会社」設立。
- 2023年 - 本社を港区港南へ移転[8]

## 主力製品・事業
- 電線
- 自動車部品
  - ワイヤーハーネス
  - スピードメーター
  - デジタルタコグラフ、アナログタコグラフ

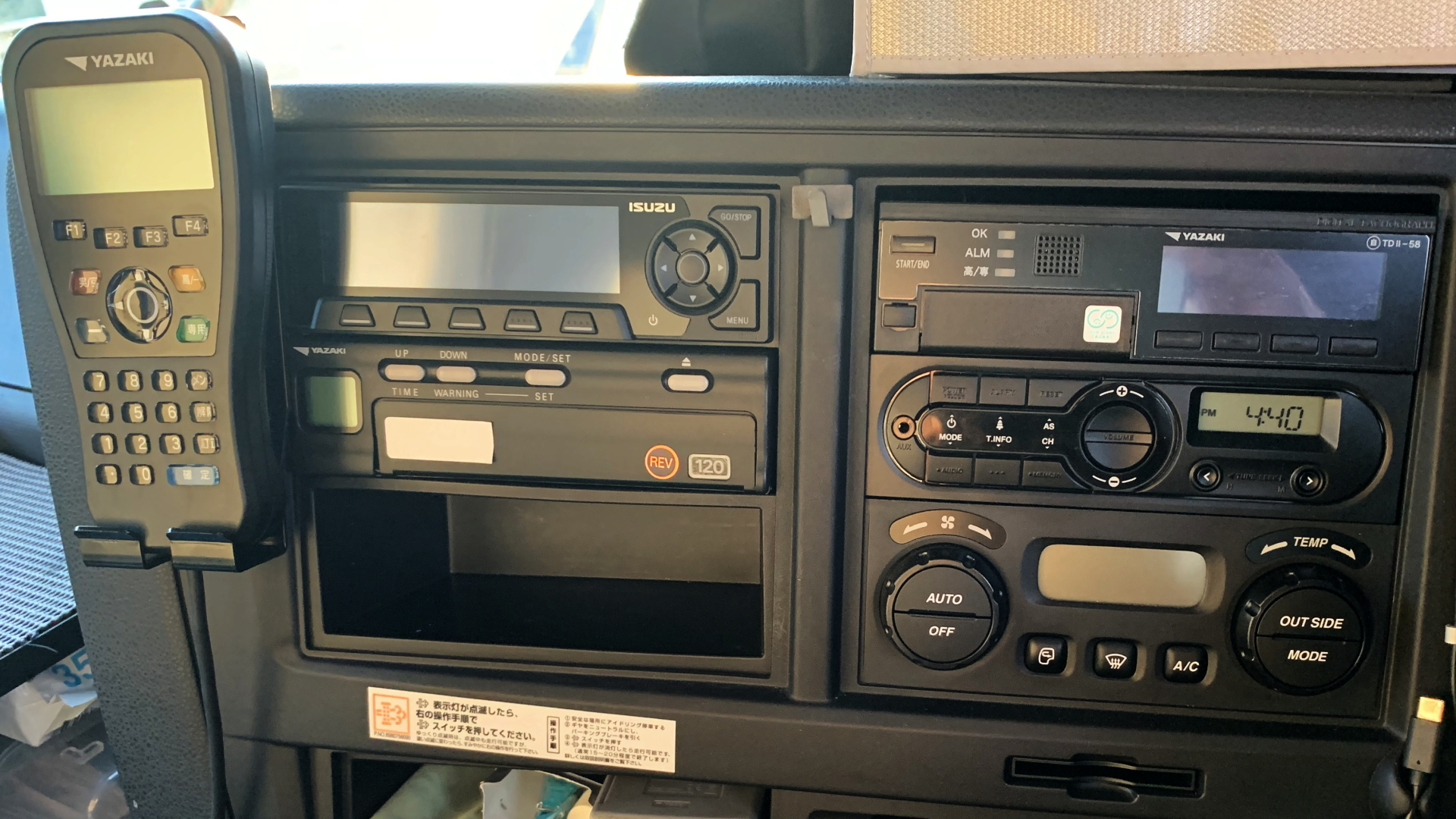
通信型デジタルタコグラフ（ドラレコ一体型）、ハンディターミナル

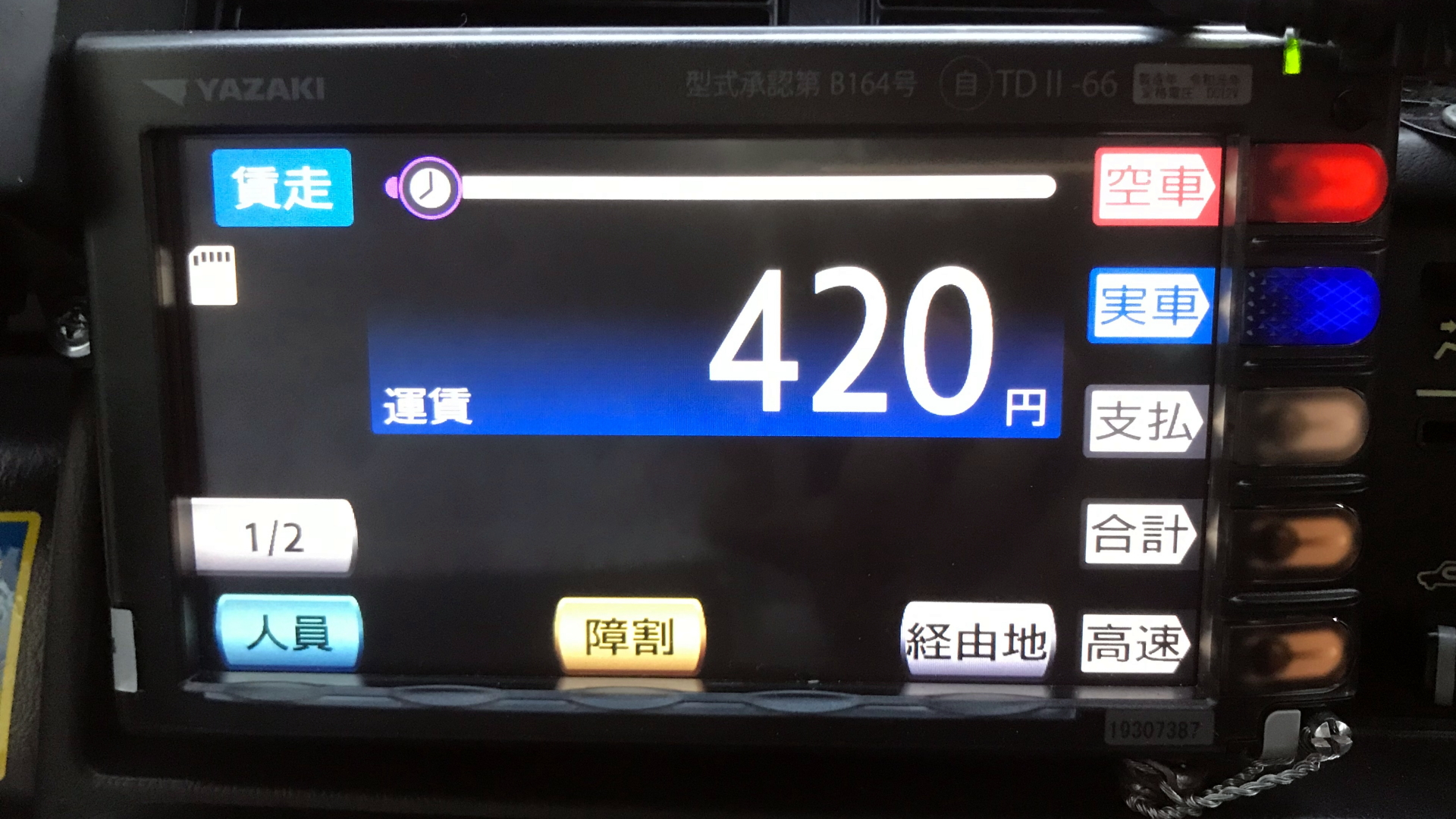
タクシーメーター
アロフレンド27

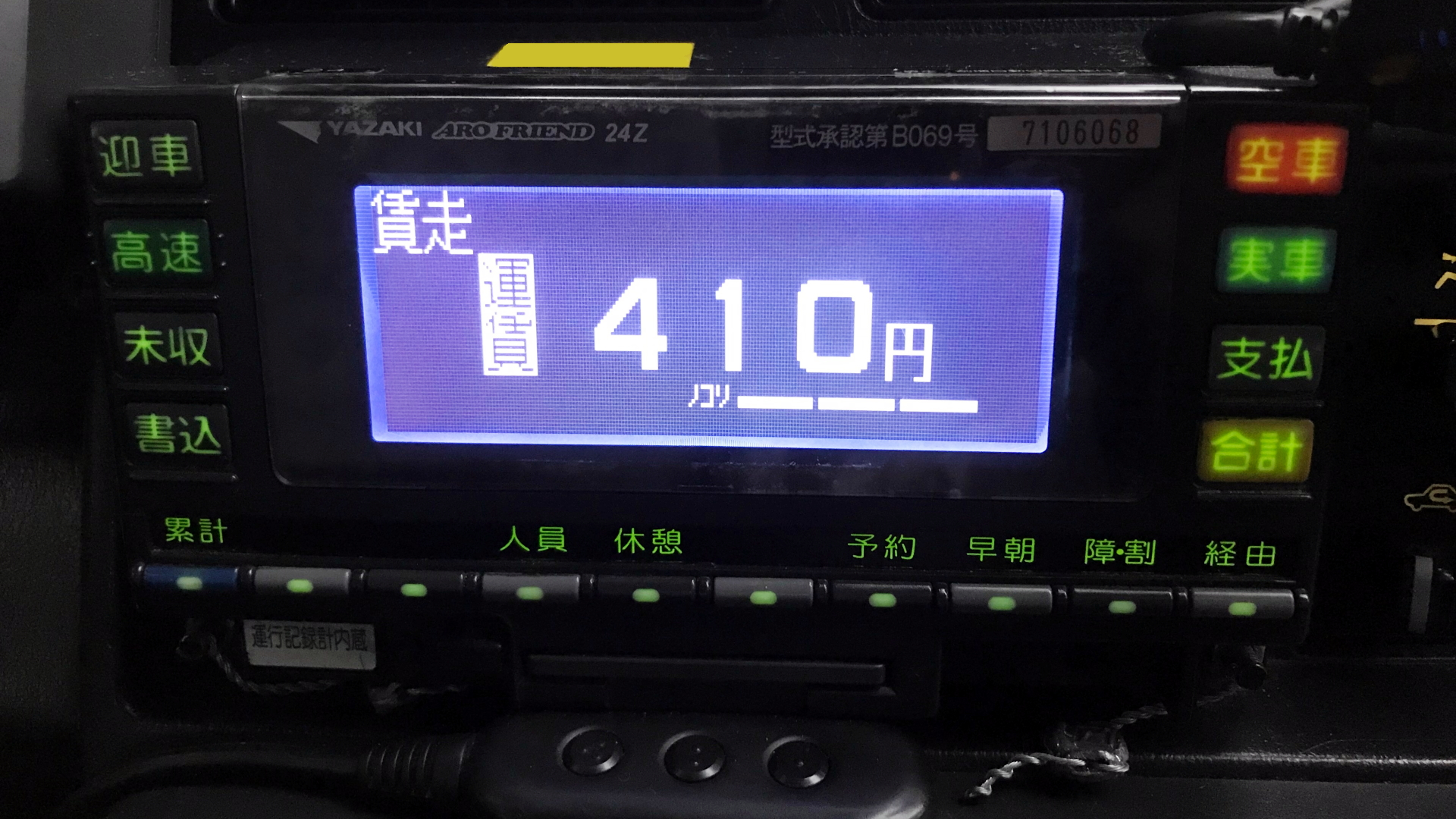
タクシーメーター
アロフレンド24Z

  - タクシーメーター（アロフレンドシリーズ）
  - ドライブレコーダー
- ガス機器
  - LPガスメーター
  - ガス漏れ警報器（アロッ子）
- 住設機器
  - 太陽熱温水器（ゆワイター）
- 空調機器
  - 吸収式冷暖房器（アロエース）

## 事業所
2023年4月1日現在
- 本社 - 東京都港区港南一丁目8番15号 Wビル7階
- Y-CITY - 静岡県裾野市御宿1500番地
- 営業部門
  - 自動車機器営業拠点：豊田市・宇都宮市・裾野市 ほか
  - 生活環境機器営業拠点：仙台市・東京都・名古屋市・大阪市・広島市・福岡市 ほか
- 研究開発部門
  - 静岡県裾野市、浜松市、沼津市、掛川市、牧之原市、湖西市、神奈川県横須賀市、愛知県豊田市、栃木県宇都宮市、広島県広島市
- 生産部門
  - 静岡県沼津市、御殿場市、島田市、浜松市、裾野市、湖西市、牧之原市、掛川市、栃木県那須烏山市、岡山県新見市
- 海外拠点
  - 欧州：ドイツ、スペイン、イタリア、フランス、クロアチア、ポルトガル、 UK、ベルギー、スロバキア、ブルガリア、スウェーデン、トルコ、 ルーマニア、モロッコ など
  - 米州：アメリカ、メキシコ、ブラジル、アルゼンチン、ウルグアイ など
  - 豪亜：中国、タイ、インド、台湾、フィリピン、ベトナム、インドネシア、 サモア、オーストラリア など
  - 計45カ国・470拠点・141法人

## 主要関係会社

### 国内矢崎グループ
- 矢崎総業
- 矢崎エナジーシステム
- 矢崎部品
- 矢崎計器
- 矢崎総業北海道販売
- 矢崎総業四国販売
- 常総矢崎サービス
- 香川矢崎サービス
- 矢崎科学技術振興記念財団
- 川根部品
- 福島部品
- 宮城部品
- 青森部品
- 山形部品
- 秋田部品
- 新潟部品
- 清水部品
- 湖西部品
- 富士宮部品
- 富士部品
- 岐阜部品
- 岐阜工機
- 鳥取部品
- 山口部品
- 岡山部品
- 四国部品
- 阿南部品
- 鹿児島部品
- 大分部品
- 長崎部品
- 宮崎部品
- 熊本工機
- 熊本部品
- 日本連続端子
- システム・サーキット・テック
- ケーブルテクニカ
- 丹心工業
- 新越部品
- ソルテクニカ
- ワイケーデザインリンク
- デイシス
- Newデイシス
- 的
- テクノ矢崎
- テクノ矢崎北海道
- アローテクノ岐阜
- アローテクノ鹿児島
- 関東ゆワイター・ソーラー
- 中部矢崎ゆワイター
- 西部矢崎ゆワイター
- 沖縄矢崎販売
- アロークリーンサービス
- 矢崎シスコムプラス
- オプトクエスト
- アグリテクノ矢崎
- 和工業
- 貫工業
- 巌工業
- 翔運輸
- 沼津物流
- 北越アローサービス
- アロー流通サービス
- 釧路矢崎サービス
- 横浜矢崎サービス
- 中国矢崎サービス
- ジョットツーリスト
- ジョット インターナショナル
- 矢崎ビジネスサポート
- エーライフ矢崎

## 過去の提供番組
- JNNニュースデスク（TBS）
- JNNニュースコープ（TBS）
- JNNニュースの森（TBS）
- 新車情報（tvk）
- アニメンタリー 決断（日本テレビ）
- ザ・サンデー（日本テレビ）
- NNNきょうの出来事（日本テレビ）